# Two Hearts (álbum)
Two Hearts es el tercer álbum de estudio del grupo australiano Men at Work, lanzado el 23 de abril de 1985. El baterista Jerry Speiser y el bajista John Rees habían dejado la banda antes de la producción del álbum, mientras que el guitarrista Ron Strykert dejó la banda durante las sesiones de grabación. Detrás del álbum, los miembros restantes Colin Hay y Greg Ham se unieron a músicos invitados.

## Trasfondo
Durante 1984, la banda se tomó un descanso mientras los miembros perseguían otros intereses. Al reunirse más tarde ese año, las tensiones durante los ensayos entre Hay y Speiser sobre la composición de canciones y la gestión de la banda llevaron a una división en la banda. Tanto a Rees como a Speiser se les dijo que "no eran necesarios", ya que Hay, Ham y Strykert utilizaron músicos de sesión en su lugar: principalmente Jeremy Alsop en el bajo (exmiembro de Ram Band, Pyramid, Broderick Smith) y Mark Kennedy en la batería (Spectrum, Ayers Rock, Marcia Hines). Strykert, aunque acreditado como miembro completo de la banda en el álbum terminado, dejó el grupo poco antes de que terminaran las sesiones del álbum, apareciendo en ocho de las diez canciones.
Two Hearts fue producido por Hay y Ham. Fue un fracaso crítico y comercial en comparación con sus álbumes anteriores. Alcanzó el puesto número 16 en Australia y el número 50 en la lista de Estados Unidos. Se lanzaron cuatro pistas como singles: "Everything I Need" (en mayo de 1985), "Man with Two Hearts", "Maria" (ambas en agosto) y "Hard Luck Story" (octubre); solo el primer sencillo se logró entrar en listas de Australia (No. 37) y los Estados Unidos (No. 47). El álbum se basó en gran medida en cajas de ritmos y sintetizadores, y redujo la presencia del saxofón de Ham, dándole una sensación diferente en comparación con sus predecesores.

## Recepción
Two Hearts recibió críticas en su mayoría negativas tras su lanzamiento. En una breve reseña retrospectiva, Stephen Thomas Erlewine de Allmusic lo llamó "una variación suave y sintetizada del pop convencional, que no presenta ninguna de las sensibilidades melódicas o el humor sutil de sus dos primeros álbumes".

## Gira
Hay y Ham contrataron a nuevos compañeros de banda para hacer una gira en apoyo de Two Hearts, con Alsop y Kennedy acompañados por James Black en guitarra y teclados (Mondo Rock, The Black Sorrows). Poco después, se agregó un tercer guitarrista, Colin Bayley (Mi-Sex), y Kennedy fue reemplazado en la batería por Chad Wackerman (Frank Zappa). Las cantantes australianas Kate Ceberano y Renée Geyer también trabajaron en el álbum y actuaron en vivo como vocalistas invitadas. El 13 de julio de 1985, Men at Work interpretó tres canciones para el concierto Oz for Africa (parte del programa global Live Aid): "Maria", "Overkill" y una inédita, "The Longest Night". Fueron transmitidos en Australia (tanto en Seven Network como en Nine Network) y en MTV en los EE. UU. "Maria" y "Overkill" también fueron transmitidas por American Broadcasting Company (ABC) durante su transmisión de Live Aid. Ham se fue durante la gira de la banda detrás del álbum. Las últimas actuaciones de Men at Work durante 1985 tuvieron al saxofonista de jazz Paul Williamson (The Black Sorrows), reemplazando a Ham. A principios de 1986, la banda desapareció y Hay comenzó a grabar su primer álbum en solitario, Looking for Jack (enero de 1987), que tenía a Alsop y Wackerman como músicos de sesión.

## Lista de canciones
| N.º | Título                | Escritor(es)           | Duración |  |
| 1.  | «Man with Two Hearts» | Colin Hay              | 3:56     |  |
| 2.  | «Giving Up»           | Greg Ham               | 3:27     |  |
| 3.  | «Everything I Need»   | Hay                    | 3:35     |  |
| 4.  | «Sail to You»         | Hay, Ron Strykert, Ham | 3:25     |  |
| 5.  | «Children on Parade»  | Hay                    | 3:37     |  |
| 6.  | «Maria»               | Hay                    | 4:34     |  |
| 7.  | «Stay at Home»        | Ham                    | 3:07     |  |
| 8.  | «Hard Luck Story»     | Hay                    | 3:43     |  |
| 9.  | «Snakes and Ladders»  | Ham                    | 3:17     |  |
| 10. | «Still Life»          | Ham                    | 3:53     |  |